# Ponto de McBurney
Ponto de McBurney é um ponto situado entre o umbigo e a espinha ilíaca ântero-superior. Quando o apêndice está inflamado (apendicite), pode ser percebida uma sensibilidade no quadrante inferior direito, no ponto de McBurney.
No caso de inflamação do órgão, quase sempre é indicada uma apendicectomia. Isso porque o apêndice é um órgão vestigial (portanto sem utilidade, embora alguns estudo mostrem funções especificas para ela), podendo ser removido sem maiores prejuízos. Sua localização (quanto à primeira porção do intestino grosso), pode ser pré-cecal, paracecal ou retrocecal. O procedimento de acesso, além da clássica incisão no ponto de McBurney em diagonal seguindo o trajeto muscular, ou na horizontal seguindo as linhas de força da pele (incisão de Rookie-Davis), pode também ser executado por laparotomia, principalmente quando suspeita-se de problemas em órgãos próximos. O apêndice vermiforme é irrigado pela artéria apendicular (que deriva na maioria das vezes da artéria ileocólica), a qual precisa ser ligada na cirurgia.
Na verdade, McBurney não descreveu o ponto de modo preciso (e muitas escolas médicas ensinam a localizá-lo no meio da línea de referência). O artigo original de McBurney é:
Experience with early operative interference in cases of disease of the vermiform appendix.
New York Medical Journal, 1889, 50: 676–684. Página 678:
The seat of greatest pain, determined by the pressure of one finger, has been very exactly between an inch and a half and two inches from the anterior spinous process of the ilium on a straight line drawn from that process to the umbilicus.
O sinal de Blumberg pode ser obtido tendo como referência o ponto de McBurney.